# NGC 1409
NGC 1409 (другие обозначения — UGC 2821, KCPG 93A, MCG 0-10-11, VV 729, ZWG 391.28, 3ZW 55, NPM1G -01.0133, PGC 13553) — линзообразная галактика (SB0) в созвездии Телец.
Этот объект входит в число перечисленных в оригинальной редакции «Нового общего каталога».
Составляет взаимодействующую пару с NGC 1410. В этой паре находится поток межзвездной пыли, который пересекает спиральную структуру NGC 1410, проходит через пространство между галактиками и целиком пересекает NGC 1409, оказываясь за ней, а затем снова оказывается внутри неё. Скорее всего, пыль «вытягивается» NGC 1409 из соседней галактики.
Объект причисляют к галактикам низкой поверхностной яркости.